# Януш Балдиґа
Януш Балдиґа (пол. Janusz Bałdyga, *24 лютого 1954, Люблін, Польща) — польський митець, перформер, творець інсталяцій.
Навчався на Художньому факультеті Академії мистецтв у Варшаві. Захистив диплом в 1979 році в майстерні професора Романа Овідського. Співзасновник та член творчої групи «Pracownia» (укр. «Майстерня»). З 1976 року є членом Академії руху. З 2009 року викладає в Мистецькому університеті Познані.

## Творчість
Януш Балдиґа є перформером, який створює також об’єкти, що є слідами його дії, прості, із недорогих матеріалів. 
За освітою художник. Починав у другій половині 1970-х років, у групі трьох митців, відомих як «Pracownia» («Майстерня»). Ця група вела діалог із публікою з допомогою «виступів», які протікали за узгодженим заздалегідь сценарієм. Часто послуговувалися мовою кіно (фільми на 8-міліметровій стрічці), лекції, декларацій. Хоча митці не покликалися на Віттгенштейна, досліджували межі та можливості нової мови комунікації, котра більшою мірою пасувала до розвитку їх свідомості та сучасної іконосфери, ніж малярство. Діяльність «Майстерні» закінчилася в 1981 році. Януш Балдиґа взявся за індивідуальні роботи, котрі можна вважати перформансами. Певний вплив на них мала присутність митця в театрі «Академія руху», що деякою мірою відобразилося у його відношенні до одноразових виступів та прийняття вулиці як натурального середовища для мистецьких акцій. 
Одним із перших індивідуальних виступів Балдиґи був «Generał Center», що відбувся буквально за тиждень перед запровадженням генералом Ярузельським воєнного стану в Польщі. Складався перформанс із кількох елементів, із яких два були основними: лекція та коротка акція на об’єкті. Лекція, а власне висловлення думки щодо діяльності «Генерала», було сформульоване мовою, котра нагадувала тодішню ново мову, або ж енциклопедичну нотатку. Дія полягала на приводження у рух круговерті пропелера-шлагбауму. Ця дія впроваджувала найпростіший елемент рулетки, контрастувала особистою цілеспрямованою поведінкою зі штучною мовою, котра не говорила правди, попри видимість об’єктивності, невиправдано підносила «Генерала». Спрощений малюнок погруддя «Генерала», експонований по центру, був підданий певній інфляції та виступав у ролі малої розмноженої листівки. 
Об’єкт та здійснювані над ним дії стали характеристичними рисами мови митця, котрий на той час займався також малярською творчістю. Деякі із тих працю, як приміром, подвоєну мапу Польщі, можна було помітити у його вуличних виступах. 
У 1980-х роках важливим для митця було також застосування або посилання на елементи візуальної інформації: знаків, кольорів, простих малюнків. Віднесення до складної сітки образної інформації, що була також прозорою, уніфікованою та ідеологічно керованою. Іноді портретні фото, піднесені в ранг основних при комуністах та іншими тоталітаризмами, що були елементом системи ідентифікації в країнах соціалістичного табору, за словами Балдиґи «не надавалися до вклейки у паспорт», а перетворювалися на об’єкт брутальної акції. Серед причин цих акцій – пам’ять про попередні стосунки до образів: і поклоніння перед іконами, і іконоборство. Тим самим Балдиґа запитував про сенс візуальності людини, перетрушував кілька шарів людської ідентичності, сформованої великою мірою при допомозі зображень, образів як носія ідеї. У наступних, проведених і тому числі на вулицях виступах митець застосовував образ пасажирського літака, ніби запозиченого із «сучасних» інформаційних картинок, що з’явилися в період застою у Польщі. Катастрофа літака корейської авіакомпанії, який був збитий радянськими винищувачами була тим неспокійним тлом до акції митця, під час якої Балдиґа вигукував: «Увага! Зараз буде застосування сили!» До його праць систематично поверталися прості матеріали: балки, цвяхи, шнурки, біле полотно та червоне вино. Вони повинні були асоціюватися із Армією Христа. Таємниче дійство, яке над цими предметами творив Балдиґа, цілеспрямовані та символічні, навіювали сакральний ритуал («Adoracja», «Uwaga! Granica») збуджували у глядача особливу напругу, що виникала з почуття співвідповідальності за акцію, яка творилася у нього на очах. 
У багатьох своїх працях, в тому числі тренінгових, оскільки провадження освітніх циклів є сталим елементом його активності, митець звертає увагу на понятті «критичної точки». Відшуковував її у людській діяльності та конструкціях, вважав особливим моментом, поза яким нас чекає лише катастрофа або раптова зміна існуючого до тогочасного порядку. Це не лише необхідний елемент для створення експресивного витвору мистецтва. Присутність цієї точки як conditio sinequanon (неодмінного атрибуту) у кожній динамічній структурі вказує на особливий і крихкий сенс буття, як складної системи, сформованої у багатьох взаємозалежностях, і долею якої є драматична зміна. 
Характерні риси матеріалів, існуючі у них напруженості, нерідко перетворюються в сутність праць Балдиґи. Нерідко звільнення болта, що блокує мокрі дошки, спричинює пізніше до руху цілої інсталяції, коли деревина починає просихати («Małe ryzyko»). Пружинистість спальних прутів викликає реакцію цілого об’єкту, що складається із двох хрестів, на людину яка проходить поруч («Rezultat poziomy»). Порізана дошка, примушена силою стати колеса, що залишається після перформансу «Kroki», контрастує зі звичайним бляшаним колесом, що малює на стіні рефлекси, що виникають зі складних траєкторій відбивання світла від блискучої поверхні. Ця сама ідея виринає у брутальним чином сформованій матерії у світловій електромагнітній хвилі. 
Об’єкти, які залишаються після діяльності митця, завжди несуть урівноважені динамічно діючі сили. Їхній сенс та глибока метафора не виникає з зовнішньо-образних цінностей, хоча нерідко це також важливе, натомість зі структури. Вона в свою чергу не є холодною, а експонована в умовний спосіб. Існує завдяки конкретному матеріалові акції. 
Асоціювання з релігійним досвідом у творчості Януша Балдиґи виконує функцію ключа, програми ініціації, за якою має відбутися власна робота, яка вимагає уваги та зосередженості. Щоб зустрітися із думкою щодо вічних вартостей, про призначення людини та суспільства. 